# Kościół św. Piotra i Pawła w Rokiciu
Kościół św. Apostołów Piotra i Pawła w Rokiciu – rzymskokatolicki kościół parafialny w Rokiciu, w powiecie płockim, w województwie mazowieckim. Funkcjonuje przy nim parafia św. Małgorzaty.

## Historia
Świątynia powstała w początku XIII wieku (lub 1310) w stylu romańskim i do dziś nie uległa znaczniejszym ingerencjom w swoją architekturę zewnętrzną. Nazywana była kobylim kościołem, gdyż według miejscowych, niepotwierdzonych naukowo podań zbudowano ją za pieniądze pochodzące ze sprzedaży dzikich koni, które w tych okolicach wyłapywano (wzgórze, na którym stoi było miejscem koncentrowania się stad). Do 1790 przy kościele funkcjonował cmentarz.

## Architektura i wyposażenie
Kościół jest stosunkowo niewielki i ma 18 metrów długości. Składa się z trzech części - prezbiterium, nawy i wieży na planie kwadratu. W 1783 wnętrze zostało poważnie przebudowane z zatraceniem pierwotnych cech stylowych.
Na wyposażeniu świątyni jest barokowy, złocony ołtarz, jak również XVII-wieczna chrzcielnica. Pod stopniami ołtarzowymi umieszczony jest grobowiec cześnika dobrzyńskiego Stanisława Myśliborskiego (zm. 1569) z płytą pamiątkową.
Na elewacjach znajdują się płytkie wgłębienia (dołki) w cegłach, które najprawdopodobniej są pozostałościami po wzniecaniu ognia w Wielką Sobotę. Część z nich oznaczała zmarłych chowanych na przykościelnym cmentarzu (przy dołkach ryto też znaki będące prostymi wiejskimi epitafiami - jodełki, pługi, krzyże). Oprócz tego na cegłach wyryte są różne imiona i nazwiska stanowiące swoiste pamiątki osób zwiedzających kościół lub go remontujących. Najstarszy ryt tego typu pochodzi z 1647. Kamienne ogrodzenie nawiązuje do okresu średniowiecza.

## Otoczenie
Przy kościele stoją następujące pomniki:
- upamiętniający polskie ofiary niemieckich nazistów z lat 1939-1945,
- z 2018, upamiętniający postać Stanisława Murzynowskiego, autora pierwszego przekładu Nowego Testamentu na język polski, urodzonego w 1528 w nieodległych Suszycach.

## Galeria

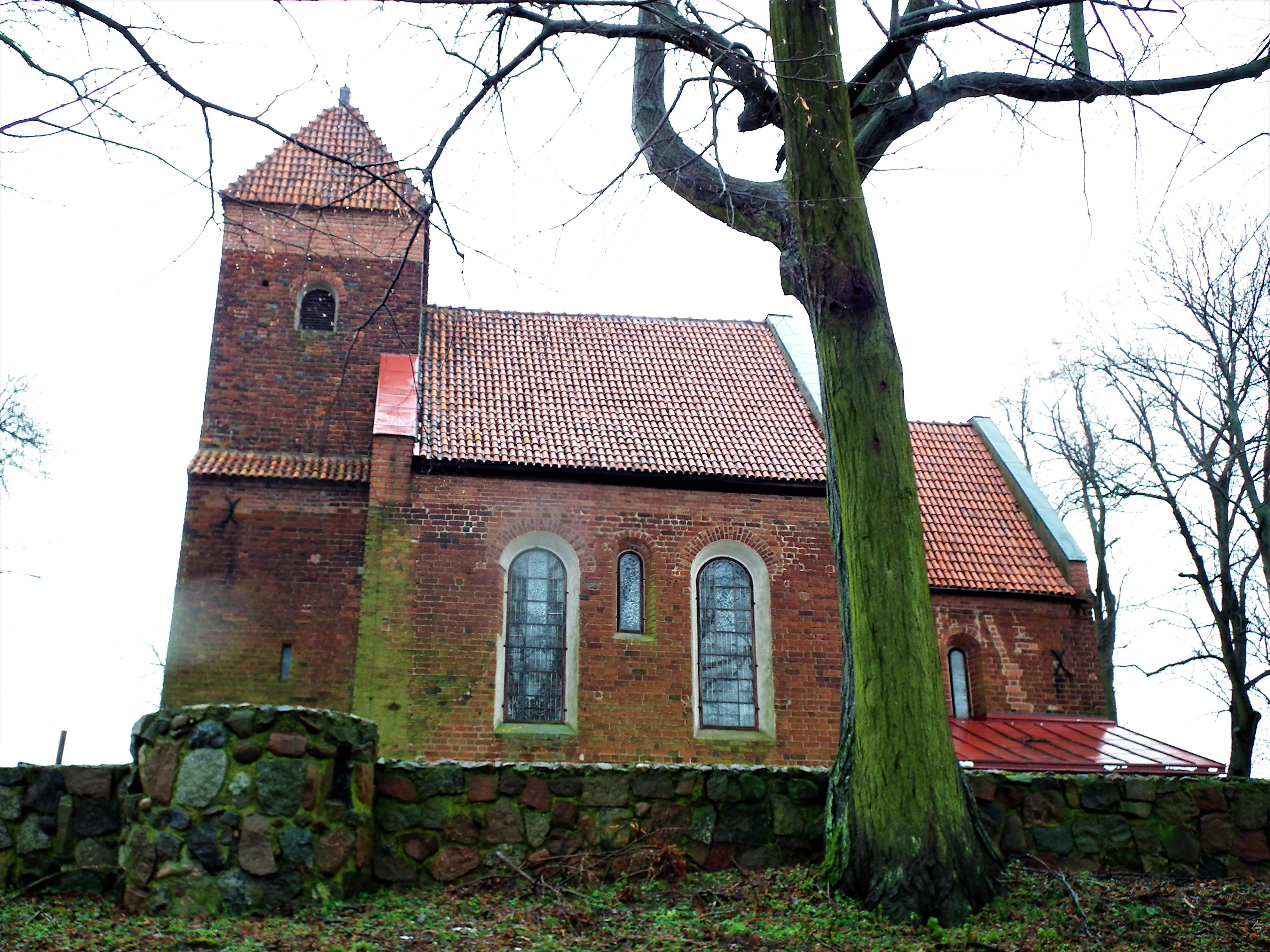
Kościół
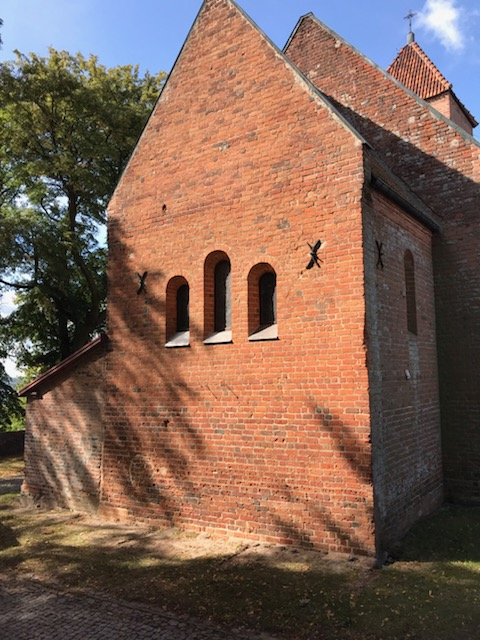
Kościół od strony prezbiterium
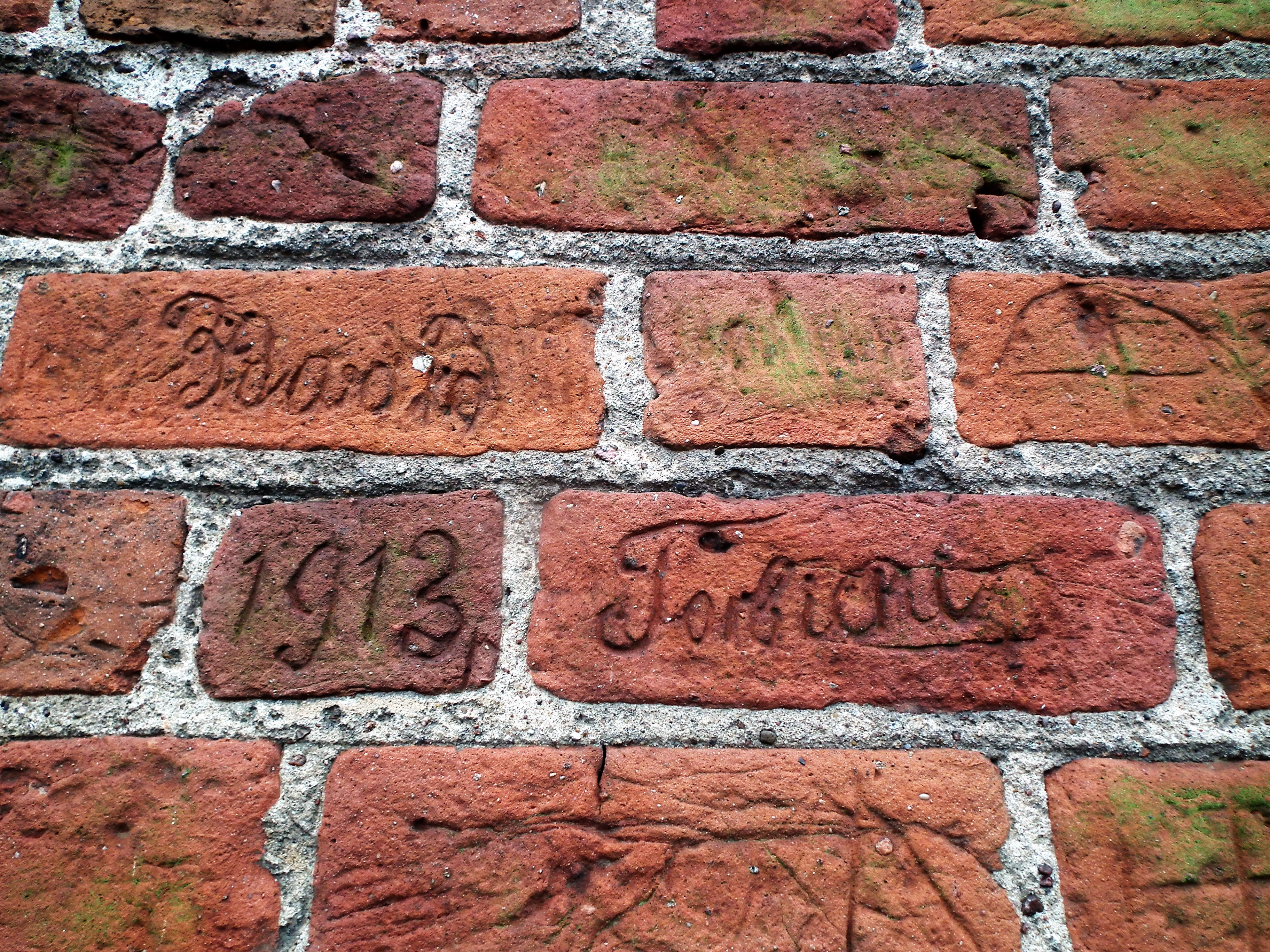
Napis wyryty w 1913 roku
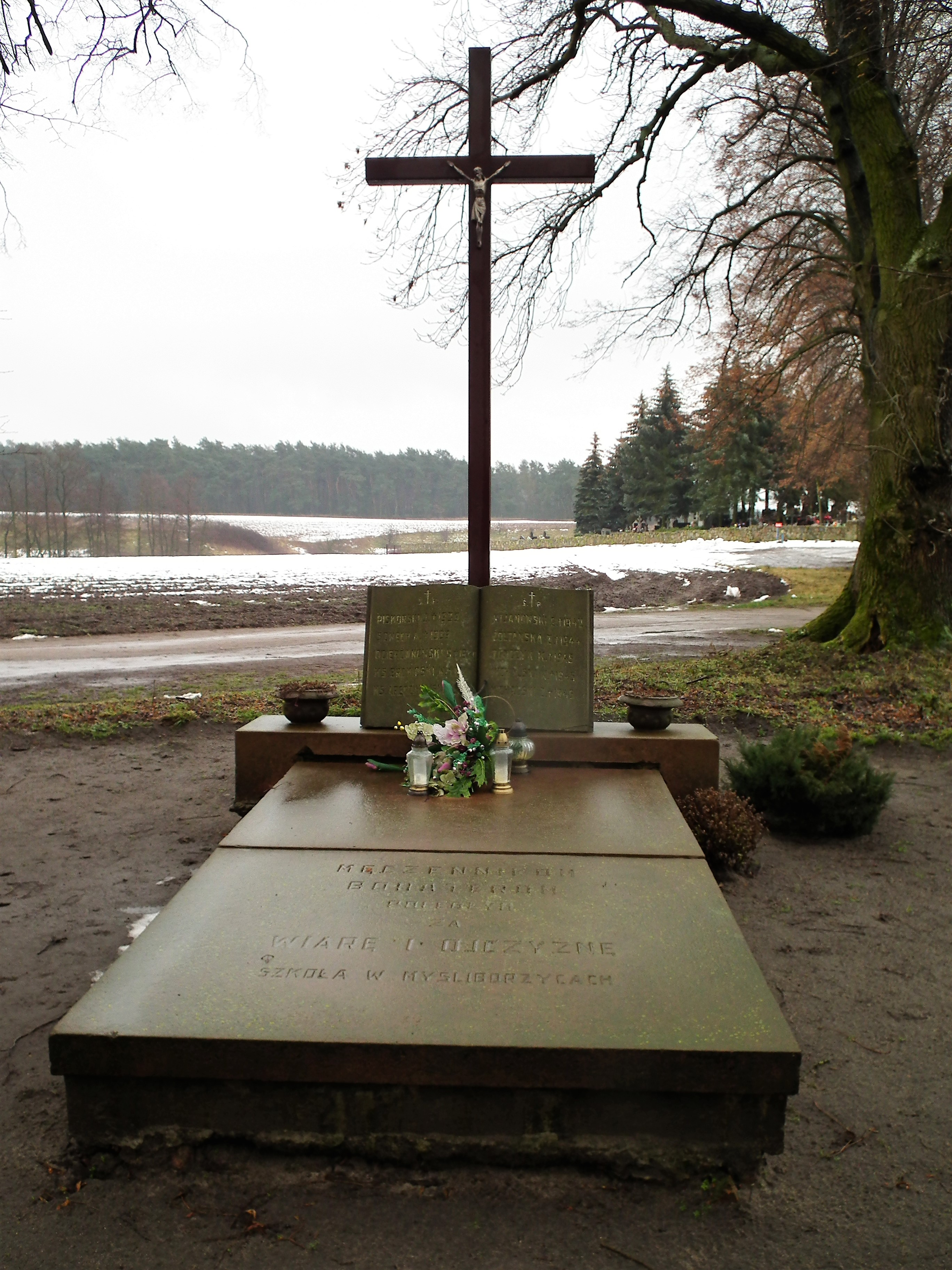
Pomnik upamiętniający polskie ofiary niemieckich nazistów z lat 1939-1945
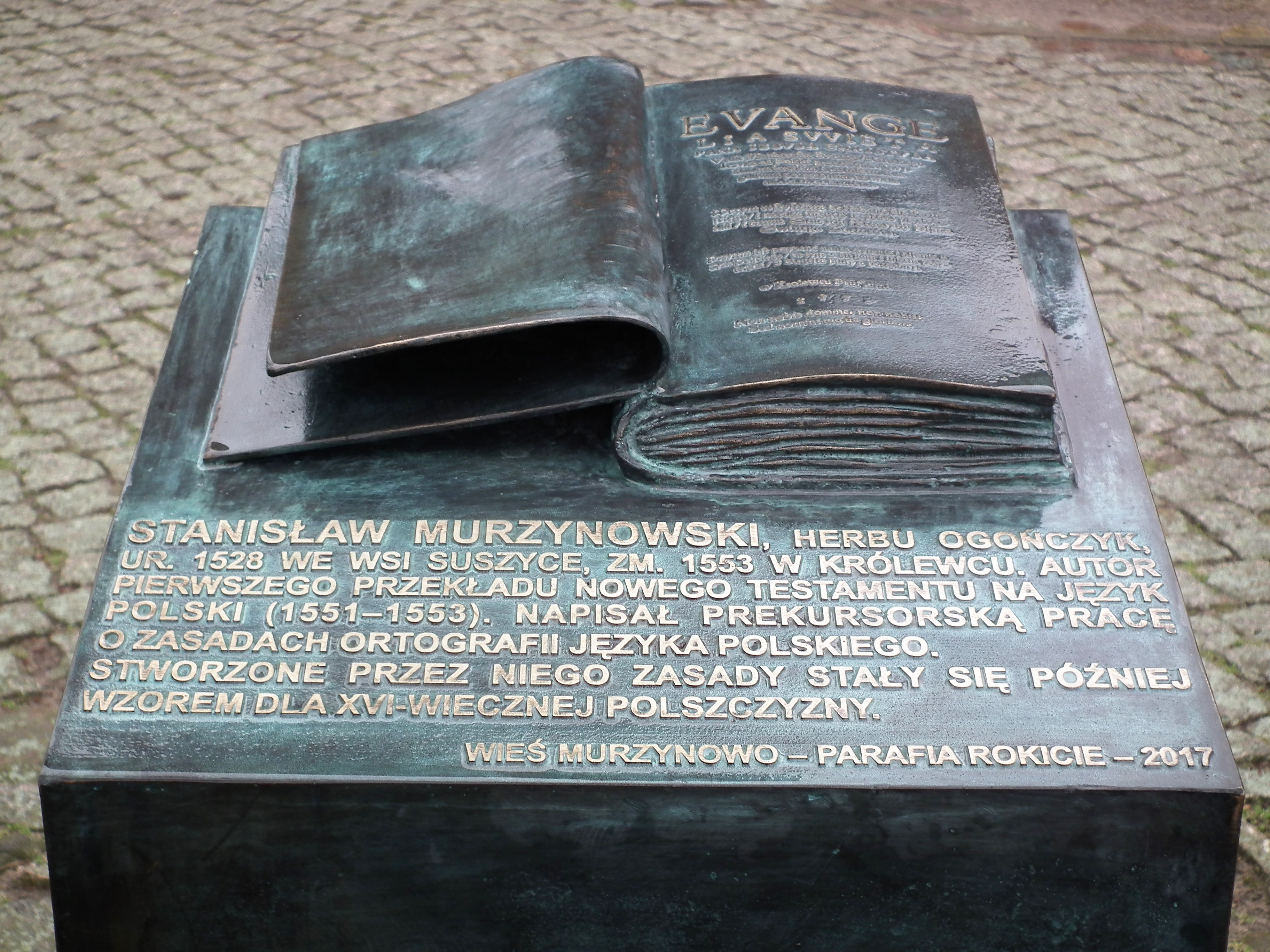
Płyta pamiątkowa upamiętniająca autora pierwszego tłumaczenia Nowego Testamentu Murzynowskiego.